# Gurli Kuylenstierna
Gurli Amalia Kuylenstierna, född 13 september 1866 i Karlsborgs garnisonsförsamling, Skaraborgs län, död 5 juli 1957 i Engelbrekts församling, Stockholm, var en svensk målare.
Gurli Kuylenstierna var dotter till översten Carl Wilhelm Kuylenstierna och konstnären Amalia Hæffner och 1891–1902 gift med disponenten Carl Jakob Cnattingius. Hon var vidare syster till Oswald Kuylenstierna. Hon bedrev konststudier för sin mor och genom självstudier. Hon medverkade i miniatyrutställningen på Bukowskis konsthandel i Stockholm 1919 och i Svensk konst på Valand-Chalmers i Göteborg samt med Sveriges allmänna konstförening. Kuylenstiernas konst består av miniatyrporträtt och blomstermålningar på elfenben som hon utförde i gouache samt miniatyrkopior efter berömda mästare samt olje- och pastellporträtt.